# Hernán Díaz
Hernán Edgardo Díaz (ur. 26 lutego 1965 w Barrancas) – argentyński piłkarz, na pozycji prawego obrońcy.
Rozpoczął swoją karierę w 1985 roku, kiedy to zaczął grać dla Rosario Central. Rok później Diaz grał już dla Los Andes, była to jednak krótkotrwała przygoda. W latach 1986–1989 Diaz ponownie zaczął występować w Rosario Central i zagrał wtedy 110 meczów, strzelając pięć bramek. W 1989 Argentyńczyk zmienił barwy klubowe na River Plate. Zagrał w nim 253 meczów i strzelił 14 bramek. Po 10 latach gry w River Plate, Diaz przeszedł do CA Colón, zagrał 11 razy, powrócił do River Plate i w 2001 roku zakończył karierę.
Był on 28-krotnym reprezentantem Argentyny, dla której zdobył 3 gole. Wystąpił z nią na Copa América 1989 oraz Mundialu 1994.